# Liste der Monuments historiques in Saint-Germain-sur-Ille
Die Liste der Monuments historiques in Saint-Germain-sur-Ille führt die Monuments historiques in der französischen Gemeinde Saint-Germain-sur-Ille auf.

## Liste der Bauwerke
| Bezeichnung              | Beschreibung | Standort | Kennzeichnung | Schutzstatus | Datum | Bild           |
| ------------------------ | ------------ | -------- | ------------- | ------------ | ----- | -------------- |
| Château du Verger au Coq | Schloss      | (Lage)   | PA00090782    | Inscrit      | 1988  | weitere Bilder |

## Liste der Objekte
- Monuments historiques (Objekte) in Saint-Germain-sur-Ille in der Base Palissy des französischen Kultusministeriums